# 街坊代表選舉
街坊代表選舉是香港新界的政治選舉，如果居民的定居點不是認可新界鄉村，他們不可選村代表，但可選街坊代表進入鄉事委員會。
長洲多年來以街坊代表選舉，代替「村代表選舉」（前稱村長選舉）。坪洲鄉事委員會同樣包括街坊代表，街坊代表以全票制選出，坪洲是一票選17人，長洲則是一票選39人。此外，坪洲鄉事委員會，街坊可以以「社會賢達」之身份，如太平紳士進入鄉事委員會，毋需經選舉產生。
最初坪洲及長洲的鄉事委員會選舉，並沒有跟隨香港法例第576章，只是依照鄉事會內的選舉章程舉行，到2015年時，兩地的街坊代表均納入村代表選舉中一併選出。

## 選舉及補選列表
| 屆 | 選舉                           | 投票日        | 備註                                                                 |
| -- | ------------------------------ | ------------- | -------------------------------------------------------------------- |
| 一 | 2015年鄉郊一般選舉街坊代表選舉 | 2015年1月25日 |                                                                      |
| 二 | 2019年鄉郊一般選舉街坊代表選舉 | 2019年1月20日 | 坪洲因候選人自動當選而不需進行投票。                                 |
| 三 | 2023年鄉郊一般選舉街坊代表選舉 | 2023年1月15日 | 坪洲因候選人自動當選而不需進行投票。                                 |
| 三 | 鄉郊補選街坊代表補選           | 2024年12月1日 | 補選長洲一名街坊代表，因只有一位候選人而自動當選，最後不需進行投票。 |